# Tinagma tabghana
Tinagma tabghana är en fjärilsart som beskrevs av Hans Georg Amsel 1935. Tinagma tabghana ingår i släktet Tinagma och familjen skäckmalar. Inga underarter finns listade i Catalogue of Life.